# ファーンリー (ネバダ州)
ファーンリー（Fernley）は、アメリカ合衆国ネバダ州のライアン郡にある都市。人口は2万2895人（2020年）で郡内最大の都市である。リノの東50キロメートルに位置している。

## 歴史
年間雨量が約150ミリメートルしかないため、農業は困難な土地である。1902年に始まった灌漑農地整備計画に合わせて入植が開始された。長年、リノやカーソンシティへ商品作物を供給する農業地域として機能した。
近年はリノのベッドタウンとして注目されており、人口は増加傾向にある。比較的低価格の住宅が建設されている。2001年に法人化し「ファーンリー市」が誕生した。

## 交通

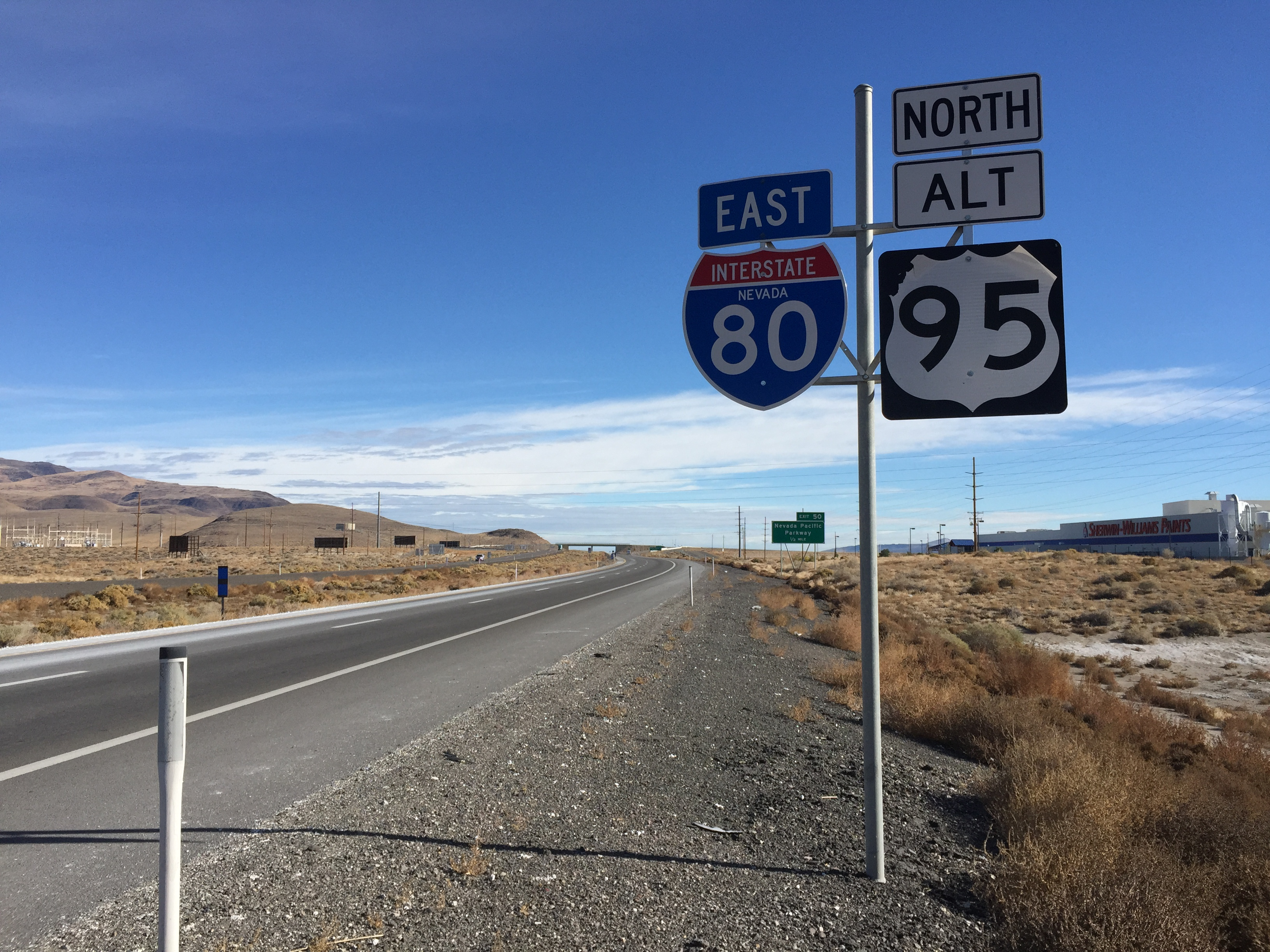
州間高速道路80号線

市の幹線道路は州間高速道路80号線である